# オブワンディヤグ

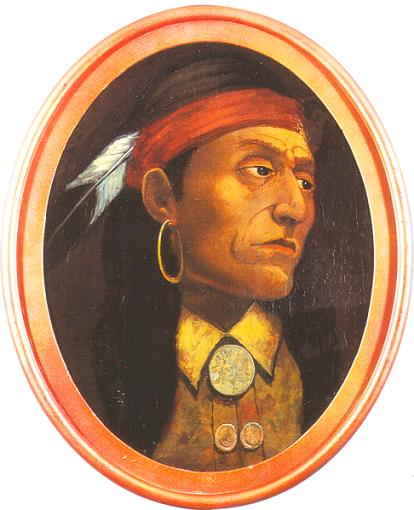
オブワンディヤグの当時の肖像は残っていない。この絵は19世紀の画家 John Mix Stanley によって描かれたもの

オブワンディヤグ　（Obwandiyag、 ポンティアック酋長、Chief Pontiac、1720年 - 1769年4月20日）は、カナダとアメリカ合衆国に原住するオタワ族インディアンの酋長。ポンティアクの戦争（1763年-1764年）でイギリス人入植者に対する反乱に関わった事で知られる。フレンチ・インディアン戦争にも関与したと言われている。

## 人物
オブワンディヤグは1720年に、現在のデトロイト川周辺にあった村で、オタワ族の父とチペワ族の母との間で生まれたとされる。英名「ポンティアック」は、19世紀にイギリス人が彼の事をボンディアック（Bwondiac）と呼んでいたものが、ポンティアックと変化したものである。オブワンディヤグらオタワ族は、17世紀から18世紀にかけ、フランス人商人と交易していた。オタワ族の有力な酋長で、彼はオタワ族、ポタワトミ族、オジブワ族部族同盟の結成に関わった。
1689年から1763年までの「フレンチ・インディアン戦争」では、オタワ族の戦士はフランス側に付いて戦うが、フランスはイギリスに敗北。フランスの城砦をイギリスが引き継いだ。イギリスの北アメリカ総司令官となったジェフリー・アマーストの命令で、イギリス軍が城砦デトロイトを占め、イギリスは五大湖の地域のまわりで他の城砦を所有した。 アマーストらイギリス人はインディアンに対して軽蔑的で、彼らの交易を制限し、部族を怒らせていた。
1762年、オブワンディヤグらのオタワ族は、全てのイギリス入植者を追い払おうと戦士団が決起した。 イギリスはこの行為を「オブワンディヤグの陰謀」だと見なしていた。オブワンディヤグの考えは、イギリスの砦を排除してインディアンの土地からイギリス人入植者を追い出し、フランスとの友好的な関係を復活させる事だというのである。
白人はオブワンディヤグをこのように部族を扇動した指導者だと考えていたが、インディアンの社会は合議制が基本であり、酋長は「調停役」であって、首長や「指導者」ではない。実際にはインディアンの酋長にそのような権限は無い。
オタワ族はデトロイト城砦を占領し、暴動を始めることを計画した。 しかし1762年5月7日、デトロイト城砦の占領計画はイギリス軍に察知されてしまい、オタワ族はこれをあきらめた。 オブワンディヤグ達は包囲をデトロイトに置き、戦士団で城砦を囲み、供給や補強を妨げた。
7月31日にイギリス軍との会戦でオブワンディヤグ達は勝利したが、砦を落すことはできず退いた。 他の地域の部族はイギリス軍の砦を攻撃し、12の城砦の8つを陥落させた。1764年にオタワ族は降伏し、1766年7月23日と25日にオンタリオ城砦で和平条約を結んだ。しかし和平条約を結んでから3年後の4月20日に、オブワンディヤグはピオリア族によって殺害されてしまう。 オタワ族はオブワンディヤグを殺したピオリア族に復讐するためにピオリア族を攻撃している。 
ミシガン州にポンティアック市がある他、デトロイトにある自動車メーカー、ゼネラルモーターズが製造・販売していた乗用車のブランドの一つポンティアックなどは彼の名に因んでいる。